# Xanthorhoe quadrifasiata
Xanthorhoe quadrifasiata là một loài bướm đêm trong họ Geometridae.

## Hình ảnh

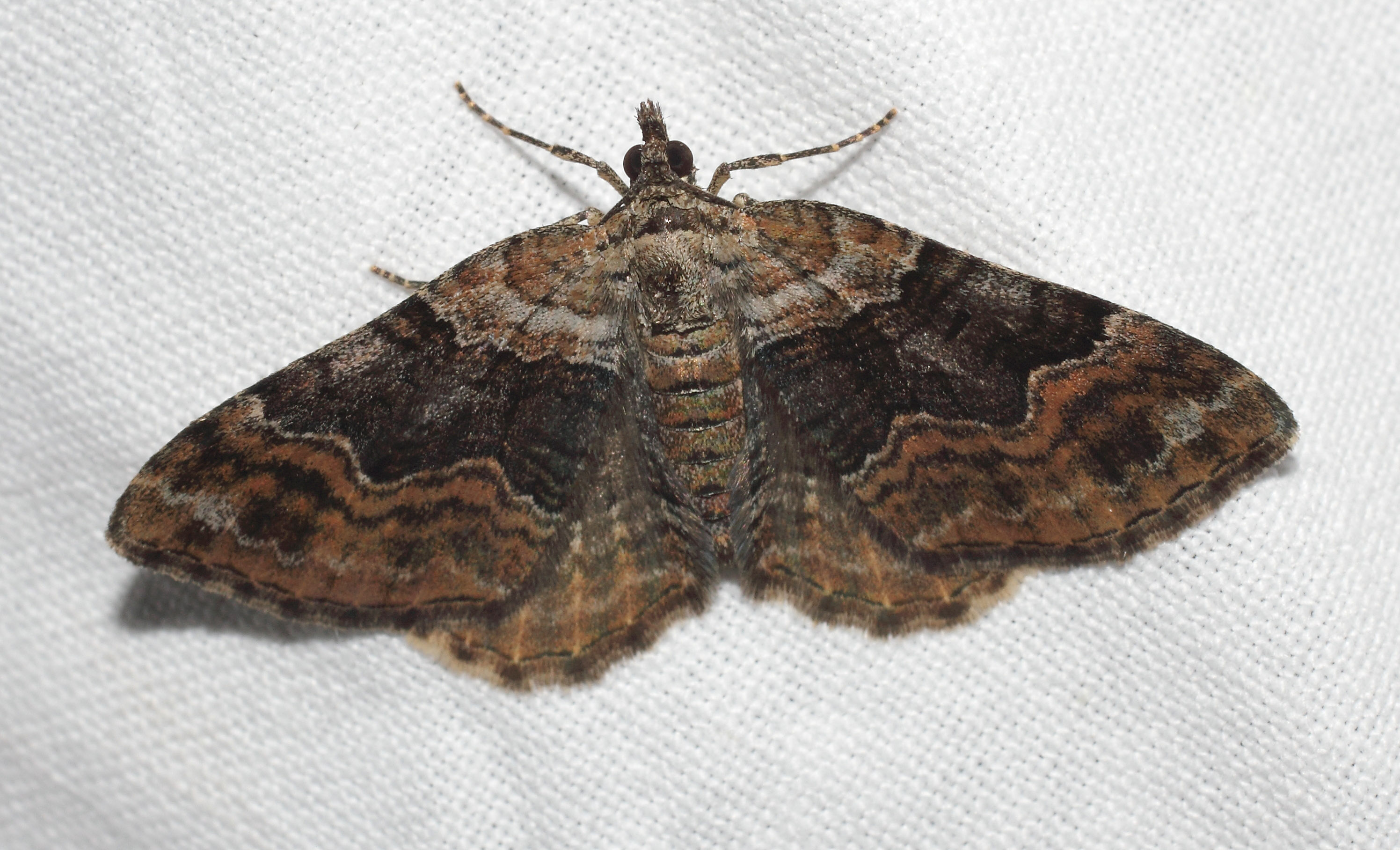
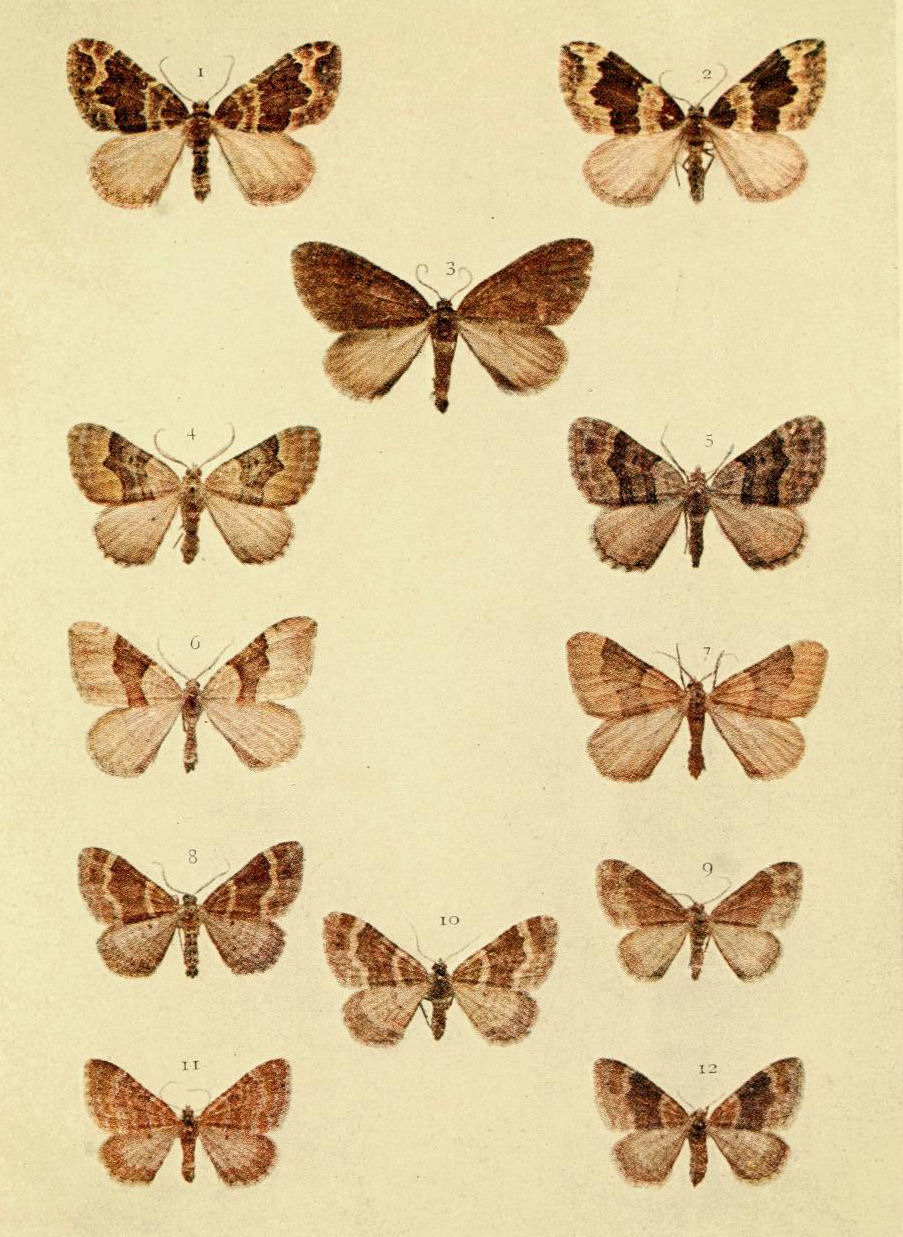
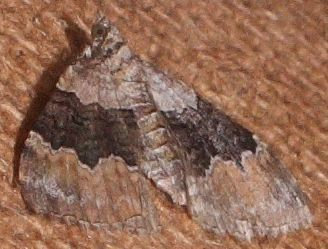
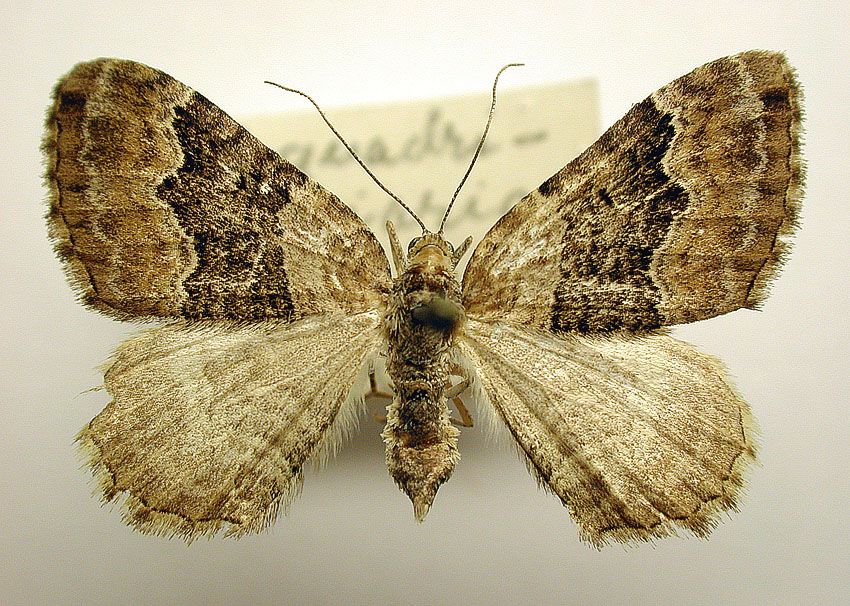